# Вёрбке
Вёрбке (нем. Wörbke) — река в Германии, протекает по земле Северный Рейн-Вестфалия. Правый приток реки Верре.
Площадь бассейна реки составляет 4,771 км². Общая длина реки 3,957 км. Высота истока 260 м. Высота устья 148 м. 
Исток реки Вёрбке находится в Лейструпском лесу южнее Детмольдского района Дистальбрух в небольшом пруду, называемом Якенборн. Далее течёт на запад, и через 3 км в реку впадает ручей. Затем река поворачивает на юго-запад и впадает в Верре в районе Реммингхаузена.
Вода реки Вёрбке имеет класс качества II, то есть она умеренно загрязнена.